# Jozef Abelshausen
Jozef Abelshausen (* 8. Juni 1949 in Sint-Lenaarts, Antwerpen; † 29. April 2017 in Rijkevorsel) war ein belgischer Radrennfahrer.

## Sportliche Laufbahn
Abelshausen war im Straßenradsport aktiv. Er  siegte 1969 im Amateurrennen von Gent–Wevelgem. In jener Saison gewann er 19 Eintagesrennen in Belgien und in den Niederlanden, 1970 waren es 25 Siege. Im September 1970 wurde er Berufsfahrer im Radsportteam Geens-Watney und blieb bis 1976 als Radprofi aktiv. In der Tour de Picardie 1971 konnte er eine Etappe gewinnen. 1972 siegte er in der belgischen Ronde van Limburg, im Omloop van het Zuidwesten und auf einer Etappe der Quatre Jours de Dunkerque. Im Grand Prix de Denain wurde er hinter Gustaaf Van Roosbroeck Zweiter. Die Ronde van Limburg konnte er 1973 erneut für sich entscheiden. 1974 siegte er in den Eintagesrennen Harelbeke–Poperinge–Harelbeke und Omloop van de Fruitstreek, 1975 im Rennen Polder–Kempen. Im Rennen Dwars door Vlaanderen 1973 wurde er Zweiter.
Abelshausen gewann als Amateur und Profi eine Vielzahl von Kriterien und Rundstreckenrennen.